# Garcia V do Congo
Garcia V (1763 - 1830) foi o manicongo (rei) do Reino do Congo entre 1803 e 1830. Em seu reinado o Congo entrou em decadência após anos de instabilidade política. 

## Biografia
Garcia de Água Rosada e Sardónia era membro da Casa de Água Rosada, cujos membros mesmo sem reclamar, tinham o título de "príncipes" e eram sediados em Quibango. Um destes príncipes foi Pedro de Água Rosada, regente entre a morte de Afonso V e ascensão de Henrique II. Garcia governou Quibango em oposição a Henrique II até sua morte em 1802/1803. Ele assumiu o trono logo após a morte de Henrique II. 
Em carta a Luanda, datada de 6 de julho de 1803, ele pede um sacerdote para coroa-lo e reconhece-lo como governante legitimo do Congo. Entretanto, em 10 de agosto de 1803, o príncipe Dom Afonso, filho de Henrique II e de sua esposa, Isabel, é batizado na catedral de Luanda tendo o governador como seu padrinho. Afonso havia nascido em 21 de janeiro de 1794 e era reconhecido por alguns partidários como legitimo herdeiro ao trono. 
 

Em 1814 o governo finalmente enviou o padre capuchinho Luís de Assis para coroa-lo. Desde 1804 Garcia V se intitulava como único e absoluto rei, mesmo sem reconhecimento do governo colonial. Em sua coroação, foi reconhecido apenas como Senhor de Quiganjo, que era a única região governada de fato por ele. Em uma carta datada de julho de 1816, o padre Zonobe de Florença relata; 
O Reino do Congo é agora governado por vários déspotas e o rei é um homem negro pobre sem poder que é obedecido apenas por um pequeno número, o missionário está exposto a ser roubado mesmo em a cabana do Rei .
Garcia V passa a enfrentar, a partir de 1825, reivindicações de Dom André como legitimo rei. Garcia morre em 1830, fazendo de André II o único rei. Os restos mortais foram velados por Bernardo de Bugio e levados de São Salvador antes da coroação de André. 